# HMS Arcturus (A503)
HMS Arcturus (A503) är det tredje i en serie av fem skolfartyg av Altair-klassen. Fartyget byggdes på Djupviks varv på Tjörn, sjösattes under 2008 och levererades till svenska marinen.
Namnet har hon fått från stjärnan Arcturus. Namnet har tidigare burits av torpedbåten HMS Arcturus (T110). 